# Râul Penelu Recii
Râul Penelu Recii sau Râul Valea Recii este un curs de apă, afluent al râului Pianu. 